# Персей (издателство)
Вижте пояснителната страница за други значения на Персей.
Издателска къща „Персей“ е частно издателство в България, основано през 2004 г. от литературния критик и журналист Пламен Тотев. Специализирано е в издаването на българска и преводна художествена проза и поезия (с акцент върху европейската литература, най-вече руската и скандинавската), научнопопулярни книги от областта на историята, литературознанието и хуманитаристиката, учебни помагала по български език и литература.
Член на Асоциация „Българска книга“.

## Издания
Издателство „Персей“ издава:
- мейнстрийм художествена проза, представена най-вече от нашумели автори и книги в съвременната скандинавска и руска литература (Том Егеланд,[2][3][4][5][6] Ян Гиу,[7][8] Курт Ауст,[9] Александър Бушков,[10][11] Сергей Минаев, Сергей Алексеев,[12] Марина Юденич,[13][14][15] Анна Данилова[16] и др.);
- висококачествена съвременна проза (Софи Оксанен,[17] Питър Кери,[18] Нино Ричи,[19] Антонио Гомес Руфо,[20] Йохана Синисало, Ингвар Амбьорнсен, Рой Якобсен[21] и др.);
- световна класика (Оскар Уайлд,[22] Бенито Перес Галдос, Висенте Бласко Ибанес, Фр. Скот Фицджералд, Брам Стокър, Ричард Шеридан, Джордж Мур, Трюгве Гюлбрансен, Юхани Ахо, Йенс Петер Якобсен, Александър Дюма, Микеланджело Буонароти[23] и др.);
- исторически романи (трилогията „Рицарят тамплиер“ от Ян Гиу, „Вледенен“ от Рой Якобсен, „Възелът на кръвта“ от Агустин Санчес Видал и др.);
- документална и научнопопулярна литература („Медичите“[24] от Пол Стратърн, „Борджиите“ от Александър Дюма, „Кралица Елизабет I“ от Алисън Уиър, „Сталин“ от Бент Йенсен, „Кардинал Ришельо“ от Антъни Леви, „Достоевски“ от проф. Петко Троев и др.);
- българска проза и поезия (книги на Евтим Евтимов, Симеон Хаджикосев, Маргарита Петкова);
- мемоаристика („Записки на конформиста“, „Записки на вътрешния емигрант“ и „Което е било и ще бъде“ на Симеон Хаджикосев, „Коя съм...?“ на българската актриса Емилия Радева[25]);
- подаръчни издания, съчетаващи в едно всепризнати шедьоври на любовната лирика (на Сафо, Шекспир, Байрон, Пушкин, Бърнс, Яворов, Дамян Дамянов, Евтим Евтимов, Блага Димитрова, Станка Пенчева и др.), изобразителното изкуство и песента (първоначално книгите са съпроводени от компактдискове с песни по включените стихове);
- книги за деца и тийнейджъри;
- учебни помагала по български език и литература от 5. до 12. клас,[26] начело на чийто авторски колектив е Пламен Тотев.

## Събития
По покана на Издателска къща Персей в България са гостували Том Егеланд, Марина Юденич, Хенрик Свенсен и др.
От 2005 г. насам всяка година в навечерието на 14 февруари – Ден на влюбените, в издание на Персей излиза по една подаръчна книга с шедьоврите на българската и световната любовна лирика:
- Обичам те – антология на световната любовна лирика (2005)
- Да те жадувам – антология на българската любовна лирика (2006)
- Ти си любовта – Евтим Евтимов (2007)
- Светът е за двама – антология на световния любовен сонет (2008)
- Само за теб – антология на българската любовна лирика (2009)
- И сенките ни тихо ще се слеят – Пенчо Славейков, Мара Белчева (2010)
- Не бой се и ела – П. К. Яворов, Дора Габе, Мина Тодорова, Лора Каравелова (2011)
- Аз искам да те помня все така... – Димчо Дебелянов (2012)
- Ако ти си отидеш за миг – Евтим Евтимов (2013)
- Копие, захвърлено с любов – Микеланджело Буонароти (2014)

Премиерите на тези издания са посрещнати с интерес от страна на медиите и ценителите на поезията.
Изданията на българските поети са илюстрирани с творби на художничката Ралица Денчева.